# Hliðskjálf (álbum)
Hliðskjálf o Hlidskjalf es el sexto álbum de estudio del grupo de black metal noruego Burzum. Este disco es el segundo que fue grabado por Varg Vikernes mientras estaba en prisión por asesinato e incendio premeditado.
Vikernes dijo en una entrevista que dejaría de hacer música bajo el nombre Burzum, por lo que Hliðskjálf sería el álbum final de la banda. No obstante, en una entrevista en mayo de 2005, Vikernes declaró que después de su liberación seguiría grabando como Burzum y que el sonido del álbum venidero se asemejaría al de los álbumes anteriores. También dijo que Dauði Baldrs y Hliðskjálf fueron tocados completamente con sintetizador debido a que no podía usar otros instrumentos en prisión. A diferencia de Dauði Baldrs este álbum tiene mejor calidad de sonido y no está en grabado en tono oscuro.

## Lista de canciones
Todas las canciones escritas y compuestas por Varg Vikernes. 
| N.º | Título                    | Traducción                              | Duración |  |
| 1.  | «Tuistos Herz»            | El Corazón De Tuistos                   | 6:13     |  |
| 2.  | «Der Tod Wuotans»         | La Muerte De Wotan                      | 6:43     |  |
| 3.  | «Ansuzgardaraiwô»         | Los guerreros de Asgard[cita requerida] | 4:28     |  |
| 4.  | «Die Liebe Nerþus'»       | El amor de Nerthus'                     | 4:14     |  |
| 5.  | «Frijôs einsames Trauern» | El Solitario Luto De Fligg              | 6:15     |  |
| 6.  | «Einfühlungsvermögen»     | El poder de la empatía                  | 3:55     |  |
| 7.  | «Frijôs goldene Tränen»   | Las lágrimas doradas de Frigg           | 2:38     |  |
| 8.  | «Der weinende Hadnur»     | El lloroso Höðr                         | 1:16     |  |

## Diseño artístico
Al igual que su antecesor, Dauði Baldrs, el diseño de la portada fue realizado por Tanya Stene.

## Créditos
- Varg Vikernes – todos los instrumentos están interpretados por Vikernes.